# Crocidura hispida
Crocidura hispida là một loài động vật có vú trong họ Chuột chù, bộ Soricomorpha. Loài này được Thomas mô tả năm 1913. Chúng là loài đặc hữu của vùng quần đảo Andaman (Ấn Độ).